# 9e cérémonie des Victoires de la musique
 (avril 2025).
Si vous disposez d'ouvrages ou d'articles de référence ou si vous connaissez des sites web de qualité traitant du thème abordé ici, merci de compléter l'article en donnant les références utiles à sa vérifiabilité et en les liant à la section « Notes et références ».
La 9e cérémonie des Victoires de la musique a lieu le 7 février 1994 au Palais des congrès de Paris. Elle est présentée par Christian Morin et Nagui.

## Palmarès
Les vainqueurs sont indiqués ci-dessous en tête de chaque catégorie et en caractères gras.

### Records de spectateurs

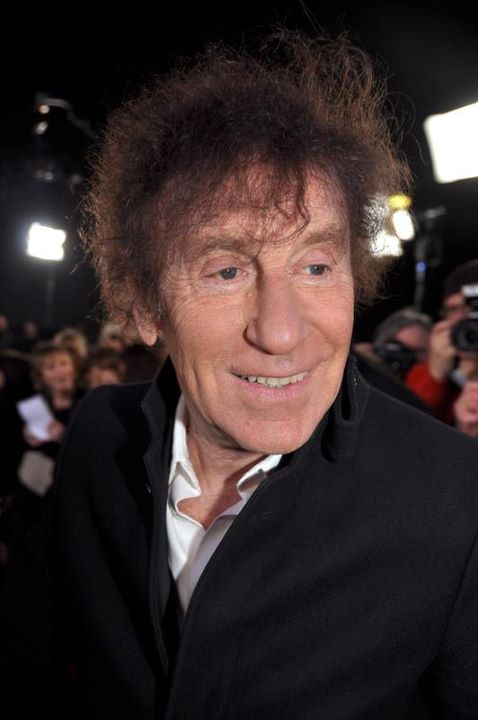
Alain Souchon, artiste masculin de l'année

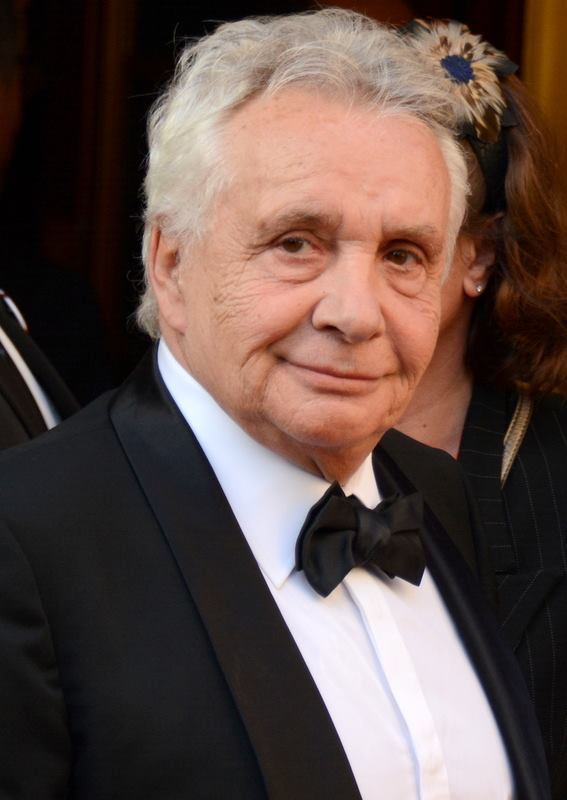
Michel Sardou, Record de spectateurs

2 victoires de Records de spectateurs consacrent les spectacles français qui ont fait le plus de spectateurs durant l'année 1993 : Jean-Michel Jarre (pour le plus grand nombre de spectateurs en Europe) et Michel Sardou (pour le plus grand nombre de spectateurs).
- Michel Sardou pour Bercy et le Tour 93 (720 000 spectateurs en France)
- Jean-Michel Jarre (633 000 spectateurs en Europe)

### Artiste interprète masculin
- Alain Souchon
  - Julien Clerc
  - Johnny Hallyday

### Artiste interprète féminine

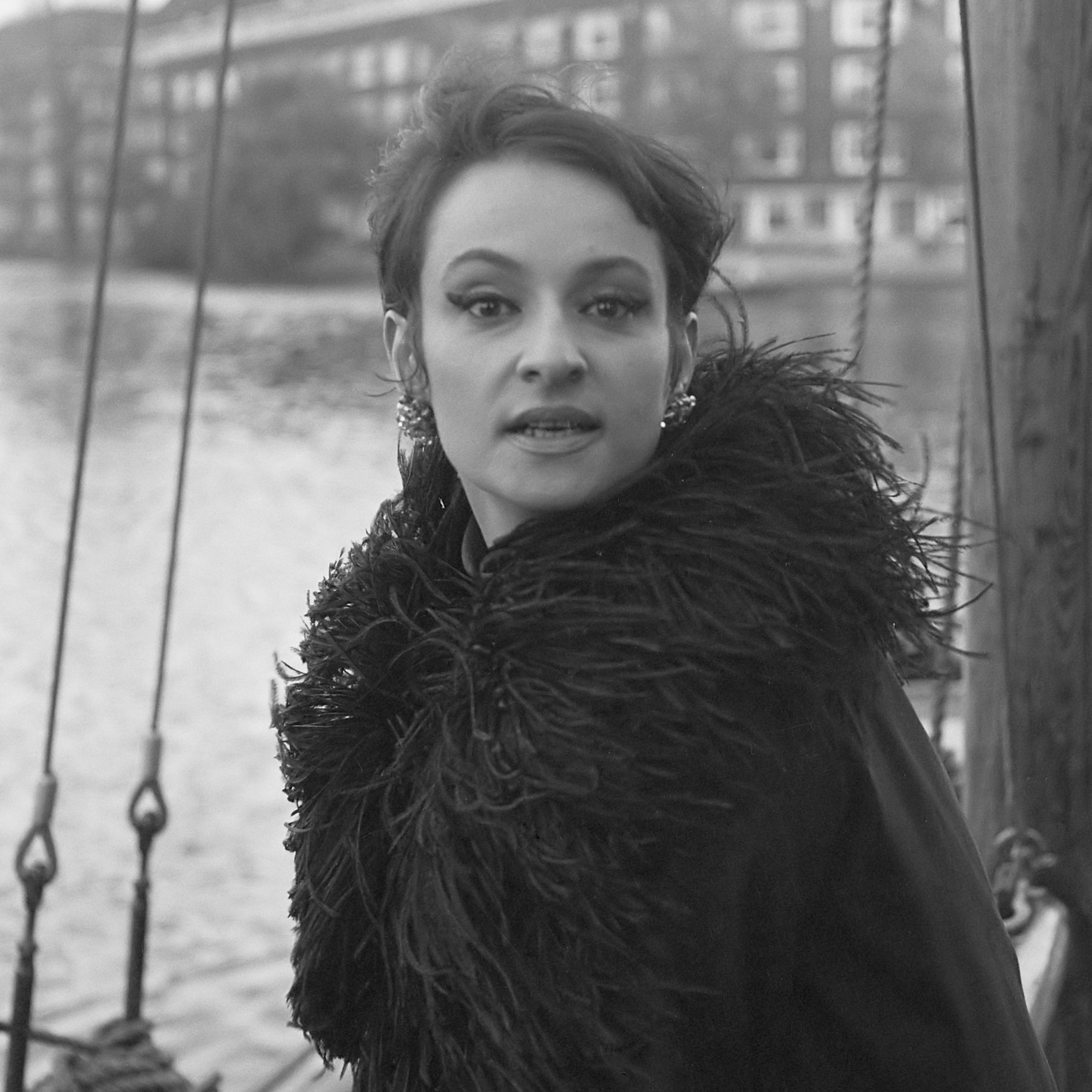
Barbara, artiste féminine de l'année

- Barbara
  - Liane Foly
  - Patricia Kaas

### Groupe
- Les Innocents
  - L'Affaire Louis' Trio
  - Pow woW

### Artiste interprète ou groupe francophone

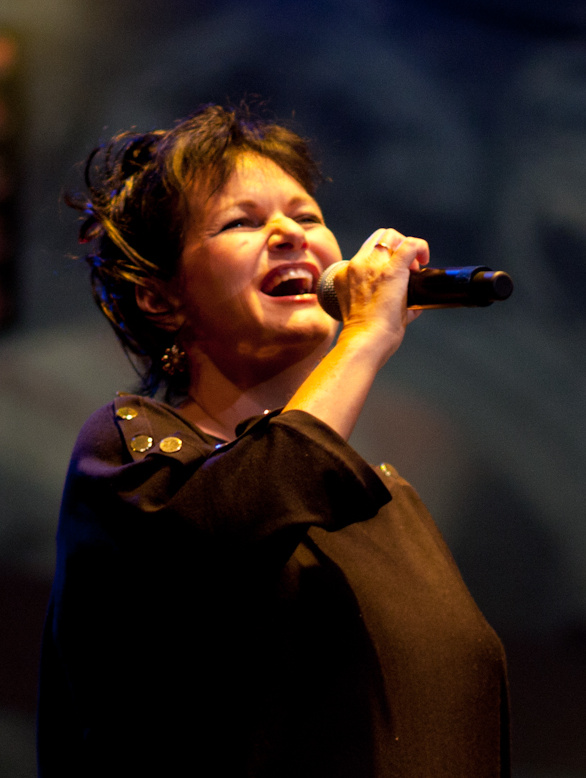
Maurane, artiste francophone de l'année

- Maurane (Belgique)
  - Céline Dion (Canada)
  - Stephan Eicher (Suisse)

### Révélation variétés masculine

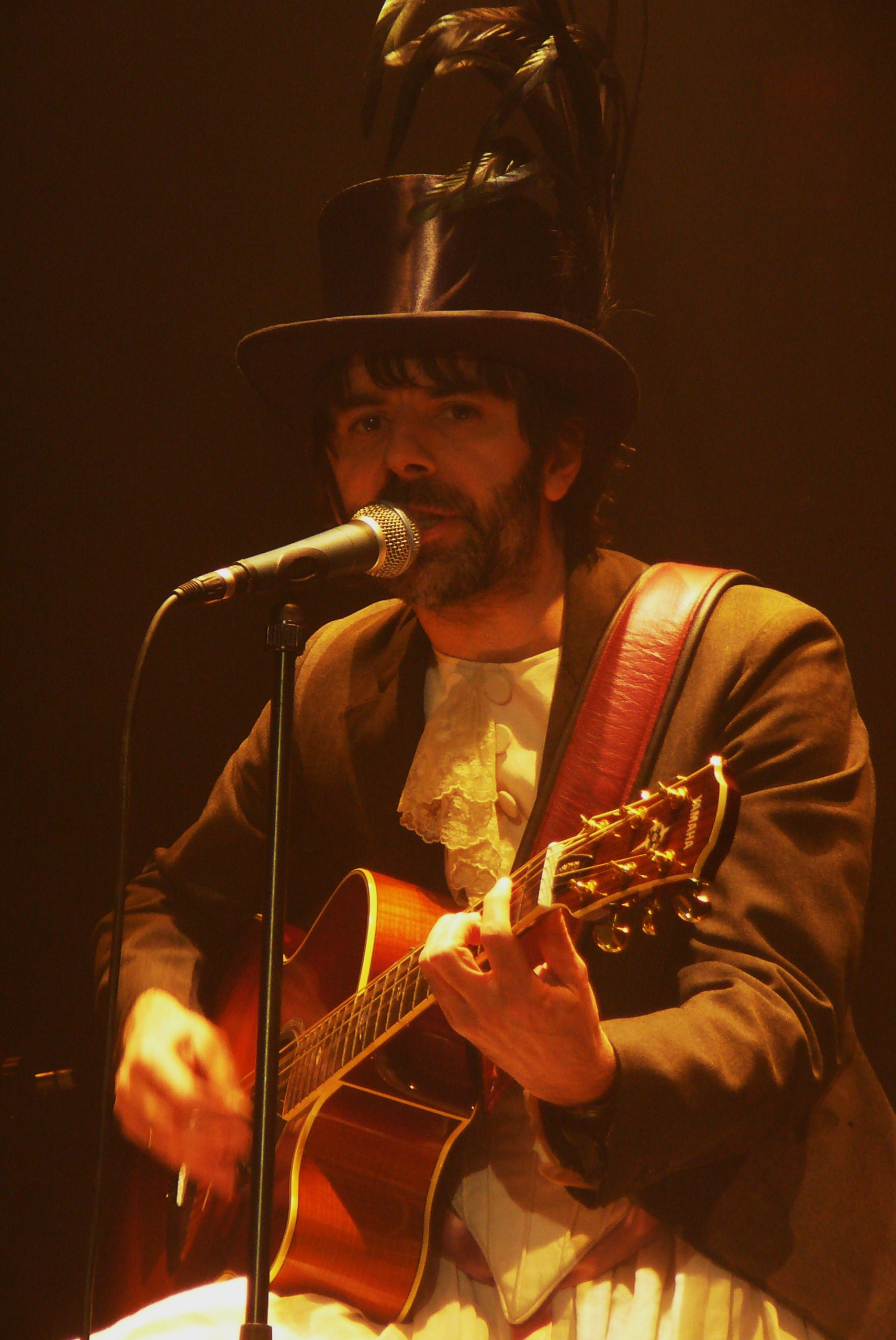
Thomas Fersen, révélation masculine de l'année

- Thomas Fersen
  - Pascal Obispo
  - Sinclair

### Révélation variétés féminine
- Nina Morato
  - Hélène
  - Juliette

### Révélation du groupe
- Native
  - Les Charts
  - Regg'Lyss

### Album
- Rio Grande d'Eddy Mitchell
  - C'est déjà ça d'Alain Souchon
  - Utile de Julien Clerc

### Chanson
- Foule sentimentale d'Alain Souchon (paroles et musique : Alain Souchon)
  - Entrer dans la lumière de Patricia Kaas (paroles : Didier Barbelivien - musique : François Bernheim)
  - Le Rêve du pêcheur de Laurent Voulzy (paroles : Alain Souchon - musique : Laurent Voulzy)
  - Utile de Julien Clerc (paroles : Étienne Roda-Gil - musique : Julien Clerc)

### Concert
- Johnny Hallyday au Parc des Princes
  - Julien Clerc à l'Olympia
  - Concert pour Sol En Si de Francis Cabrel, Michel Jonasz, Catherine Lara, Maxime Le Forestier, Maurane et Alain Souchon à l'Olympia

### Spectacle musical
- Starmania au Théâtre Mogador
  - Chanson + Bifluorée au Théâtre Silvia Monfort
  - Le Quatuor au Théâtre Déjazet

### Album de musique de variétés instrumentales
- Cross over USA de Claude Bolling
  - Traffic d’abstraction de Pascal Comelade
  - Chronologie de Jean Michel Jarre

### Album de musique du monde
- Renaud cante el nord de Renaud
  - Noi d'I Muvrini
  - Again de Alan Stivell

### Album de chansons pour enfant
- Aladin et la lampe merveilleuse de Sabine Azéma (récitante)
  - Le Crocodile d'Henri Dès
  - Bercy 93 de Dorothée
  - Le K, un drame musical instantané de Richard Bohringer (récitant)

### Humoriste
- Patrick Timsit
  - Alex Métayer
  - Le Quatuor

### Compositeur de musique de film
- William Sheller pour L'Écrivain public
  - Jean-Louis Roques pour Germinal
  - Gabriel Yared pour Les Marmottes

### Vidéo-clip
- L'Ennemi dans la glace d'Alain Chamfort, réalisé par Jean-Baptiste Mondino
  - Foule sentimentale d'Alain Souchon, réalisé par Erick Ifergan
  - La tour de Pise de Jean-François Coen, réalisé par Michel Gondry

### Arrangeur
- Dominique Blanc-Francard
  - Patrice Cramer
  - Roland Guillotel

### Producteur français de spectacle
- L'Olympia
  - Camus & Camus Productions
  - Gilbert Coullier Organisation

## Artistes à nominations multiples
- Alain Souchon (5)
- Julien Clerc (4)
- Johnny Hallyday (2)
- Patricia Kaas (2)
- Maurane (2)

## Artiste à récompenses multiples
- Alain Souchon (2)